# Советский комитет защиты мира
Советский комитет защиты мира — общественная организация в СССР. Входил во Всемирный совет мира. Организация была частью советской внешнеполитической кампании с декларируемой целью договориться с США о запрещении и уничтожении ядерного оружия.

## История
В июне 1949 года Политбюро ЦК КПСС было принято решение о создании СКЗМ. 25—27 августа 1949 года в Москве состоялась Всесоюзная конференция сторонников мира, на которой присутствовало 1200 делегатов и гости — представители сторонников мира из 14 стран. На ней был избран Советский комитет защиты мира из 79 человек.                                                                                                                                                                                                 
В марте 1950 года в Стокгольме состоялся Всемирный конгресс сторонников мира, принявший «Стокгольмское воззвание» о запрещении атомного оружия и признании военным преступником того правительства, которое первым его применит. СКЗМ в добровольно-принудительном порядке собирал в СССР подписи советских граждан под этим воззванием. Всего было собрано более 115 миллионов подписей советских людей, то есть подписалось практически всё взрослое население СССР того времени.
СКЗМ вёл антивоенную пропаганду, в основном направленную против США, критикуя войну в Корее и во Вьетнаме, выступал против расширения НАТО. Деятельность комитета финансировалась из Советского фонда мира.
В период Перестройки при СКЗМ был создан ряд ассоциаций и групп: «Экология и мир», «Генералы и адмиралы за мир и разоружение», клуб «Путешествия в защиту мира и природы», «Глобальная семья», Международный комитет «Мир океанам», дискуссионный клуб «Мир и права человека», Центр международных и политических исследований.
Тогда же СКЗМ стал в больших масштабах заниматься коммерческой деятельностью, ему было передано несколько промышленных предприятий. При СКЗМ было создано несколько совместных предприятий. Работавший в СКЗМ Алишер Усманов в настоящее время является миллиардером.

## Федерация мира и согласия
В 1992 году преобразован в Федерацию мира и согласия.
Тем не менее, до сих пор продолжает действовать масштабная акция World-Peace-Coin — знаменитые жетоны «1 рубль-доллар разоружения», изготовленные из материала обшивки советской баллистической ракеты и выпущенные СКЗМ в 1988 году, были персонально вручены всем известным «миротворцам» эпохи 1970—1980-х годов, включая М. С. Горбачёва, Б. Н. Ельцина, Э. А. Шеварднадзе, Р. Никсона, Дж. Форда, Дж. Картера, Р. Рейгана, Дж. Буша (старшего), М. Тэтчер, Ф. Миттерана, Г. Коля, а также А. Хаммера, Маргариту, королеву Датскую и других общественных деятелей времён холодной войны.

## Награды комитета
Медаль "Борцу за мир".

## Издания
СКЗМ издавал журнал «Век ХХ и мир», выходивший на русском, английском, немецком, испанском и французском языках.

## Председатели
- Н. С. Тихонов 1949—1979
- Е. К. Фёдоров 1979—1981
- Ю. А. Жуков 1982—1987
- Г. А. Боровик 1987—1992
- Г. М. Гречко 1992—1995
- В. И. Федосов 1995—2007
- В. И. Камышанов президент с 2007